# ألان سميث (لاعب كرة قدم)
ألان سميث (بالإنجليزية: Alan Smith)‏ (1 سبتمبر 1950 بهاروغيت في المملكة المتحدة - ) هو مدرب كرة قدم ولاعب كرة قدم بريطاني في مركز الهجوم. لعب مع نادي يورك سيتي وHarrogate Railway Athletic F.C. ‏ وOssett Albion A.F.C. ‏ ونادي هاروجيت تاون وبريدلينغتون تاون ‏ ونادي برادفورد بارك أفنيو.